# Juana Delgado
Juana del Rocío Delgado Torres (* 1977 oder 1978) ist eine ehemalige ecuadorianische Fußballschiedsrichterin.
2006 wurde sie FIFA-Schiedsrichterin.
Bei der Südamerikameisterschaft 2010 in Ecuador leitete Delgado drei Spiele. Bei der Copa América 2014 in Ecuador pfiff sie ein Gruppenspiel.
Am 27. November 2011 leitete sie das Finale der Copa Libertadores Femenina 2011 zwischen São José EC und CSD Colo-Colo (1:0).